# سارة السناني
سارة السناني- هي(سارة محمد السناني) رياضية بارالمبية إماراتية، وهي أول رياضية بارالمبية تفوز بميدالية في الألعاب البارالمبية الصيفية لدولة الإمارات العربية المتحدة. مثلت البلاد في دورة الألعاب البارالمبية الصيفية 2016 في ريو دي جانيرو بالبرازيل وفازت بالميدالية البرونزية.
في بطولة العالم لألعاب القوى لذوي الاحتياجات الخاصة 2019 التي أقيمت في دبي، احتلت المركز التاسع. وحققت أفضل رقم شخصي جديد وهو 5.33 م.

## المشوار الرياضي

نشأت سارة السناني في اسرة رياضية ، فوالدها كان حارس مرمى كرة قدم سابق، وأخوتها الأشقاء جميعهم يمارسون الرياضة في العاب رفع الأثقال والمصارعة وألعاب القوى، سارة تعمل موظفة في مؤسسة زايد العليا لأصحاب الهمم، وهي لاعبة نادي أبوطبي لأصحاب الهمم ، ومنتخب الإمارات البارالمبيي ، حاصلة على شهادة مدرب معتمد دولي، حاصلة على لقب أفضل رياضية عام 2019م، تم تكريمها من قبل سمو الشيخ محمد بن زايد آل نهيان لجهودها الرياضية وتحقيقها أول ميدالية في تاريخ مشاركة الرياضة النسائية الإماراتية في دورات الألعاب البارالمبية في ريودي جانيرو عام 2016م. وسارة السناني لديها رصيد كبير من الميداليات والذي ربما يقارب من 60 ميدالية محلية وخليجية وعربية وآسيوية وعالمية وأولمبية. وكانت بداية مشوارها الرياضي في عام 2006م، ولكنها بدأته كلاعبة تنس طاولة وحققت ميدالية برونزية في أول مشاركة لها في تنس الطاولة، ثم تحولت من لعبة تنس الطاولة إلى ألعاب القوى، ومنذ مشاركاتها في العاب القوي في 2008م، تحصد سنويًا ما بين 5 إلى 6 ميداليات على كافة المسنويات المحلية والإفليمية والدولية.ومن بين هذه الميداليات برونزية دفع الجولة في بطولة العالم للشباب تحت 23 سنة بالتشيك عام 2012م، برونزية بطولة العالم في الألعاب العالمية للشباب لذوي الإعاقة الحركية والبتر بالمملكة المتحدة عام 2014م، فضية الجلة في آسيا أوقيانوسيا لألعاب أصحاب الهمم في دبي عام 2016، وفي بطولة الخليج 2019 حصدت ذهبيتين وفضية. والبداية الحقيقية في مشاركات سارة في لعبة دفع الجولة والتي نالت من خلالها عدد كبير من الميداليات كانت "وقوفًا" 2011م وذلك ضمن صفوف نادي أبوظبي لأصحاب الهمم، وقد تغيير تصنيف السناني للعب دفع الجولة بالجلوس على الكرسي، وذلك بدلاً من الوقوف، وذلك نظرًا لخلل في توازنها عند الوقوف.
عندما بدأت سارة التدريب على رياضة دفع الجلة كانت مصدومة من ثقل الكرة ، وارادت ترك اللعبة والأتجاه إلى لعبة أخري ، ولكنها وجدت دعمًا من المدربين جعلها تواصل في هذه اللعبة، وأصبحت تمسك الكرة بشكل صحيح وتلعب بها بشكل أحترافي، أول البطولات التي شاركت فيها في هذه اللعبة كانت في 2005م من خلال بطولة المرأة الخليجية ونالت فيها المركز الاول، ثم توقفت عن اللعب لمدة خمس سنوات تقريبًا قبل أن تعود في 2011م لممارسة اللعبة مرة أخري من خلال نادب أبوظبي

## الإنجازات
| العام                    | المسابقة                          | المكان                   | المركز                   | ملاحظة                   |                          |
| الإمارات العربية المتحدة | الإمارات العربية المتحدة          | الإمارات العربية المتحدة | الإمارات العربية المتحدة | الإمارات العربية المتحدة | الإمارات العربية المتحدة |
| ------------------------ | --------------------------------- | ------------------------ | ------------------------ | ------------------------ | ------------------------ |
| 2016                     | الألعاب البارالمبية الصيفية       | ريو دي جانيرو، البرازيل  | الثالث                   | رمي الجلة                | 5.09 متر ‏                |
| 2018                     | الألعاب الآسيوية البارالمبية 2018 | جاكرتا، إندونيسيا        | الثالث                   | رمي الجلة                | 5.28 متر ‏                |